# Христо Тодоров (социолог)
Христо Юрданов Тодоров е български социолог и философ, първият декан на Юридическия факултет на Софийския университет който не е юрист по образование.

## Биография
Роден е на 25 септември 1881 г. в Елена. Завършва лицей в Тулуза. Следва философия в Берлин, Лайпциг и Ерланген, където се дипломира през 1910 г. Доктор на Ерлангенския университет.
Участва в Първата световна война като запасен поручик, офицер за поръчки в оперативно отделение при Щаба на Действащата армия. За отличия и заслуги през втория период на войната е награден с орден „Свети Александър“, V степен.
Доцент по социология в катедрата по стопанска история със социология на Юридическия факултет на Софийския университет от 1930 г. Професор по социология от 1937 г., декан през уч. 1939/40 г. и зам-декан през уч. 1940/41 г.